# Linnaemya amicula
Linnaemya amicula là một loài ruồi trong họ Tachinidae.